# Ceratocuma reyssi
Ceratocuma reyssi är en kräftdjursart som beskrevs av Jones 1973. Ceratocuma reyssi ingår i släktet Ceratocuma och familjen Ceratocumatidae. Inga underarter finns listade i Catalogue of Life.